# Honda Grand Prix of St. Petersburg de 2009
O Honda Grand Prix of St. Petersburg de 2009 foi a primeira corrida da temporada de 2009 da IndyCar Series. A corrida foi disputada no dia 5 de abril em uma pista montada nas ruas da cidade de São Petersburgo, Flórida. O vencedor foi o australiano Ryan Briscoe, da equipe Team Penske.

## Pilotos e Equipes
| Nº | Piloto              | Equipe                     | Chassis | Motor | Pneu |
| -- | ------------------- | -------------------------- | ------- | ----- | ---- |
| 2  | Raphael Matos (R)   | Luczo-Dragon Racing        | Dallara | Honda | F    |
| 3  | Will Power          | Team Penske                | Dallara | Honda | F    |
| 4  | Dan Wheldon         | Panther Racing             | Dallara | Honda | F    |
| 5  | Mario Moraes        | KV Racing Technology       | Dallara | Honda | F    |
| 6  | Ryan Briscoe        | Team Penske                | Dallara | Honda | F    |
| 7  | Danica Patrick      | Andretti-Green Racing      | Dallara | Honda | F    |
| 9  | Scott Dixon         | Chip Ganassi Racing        | Dallara | Honda | F    |
| 10 | Dario Franchitti    | Chip Ganassi Racing        | Dallara | Honda | F    |
| 11 | Tony Kanaan         | Andretti-Green Racing      | Dallara | Honda | F    |
| 13 | E. J. Viso          | HVM Racing                 | Dallara | Honda | F    |
| 14 | Vitor Meira         | A. J. Foyt Enterprises     | Dallara | Honda | F    |
| 19 | Justin Wilson       | Dale Coyne Racing          | Dallara | Honda | F    |
| 20 | Ed Carpenter        | Vision Racing              | Dallara | Honda | F    |
| 21 | Ryan Hunter-Reay    | Vision Racing              | Dallara | Honda | F    |
| 23 | Darren Manning      | Dreyer & Reinbold Racing   | Dallara | Honda | F    |
| 24 | Mike Conway (R)     | Dreyer & Reinbold Racing   | Dallara | Honda | F    |
| 26 | Marco Andretti      | Andretti-Green Racing      | Dallara | Honda | F    |
| 27 | Hideki Mutoh        | Andretti-Green Racing      | Dallara | Honda | F    |
| 34 | Alex Tagliani       | Conquest Racing            | Dallara | Honda | F    |
| 98 | Stanton Barrett (R) | Team 3G                    | Dallara | Honda | F    |
| 02 | Graham Rahal        | Newman/Haas/Lanigan Racing | Dallara | Honda | F    |
| 06 | Robert Doornbos (R) | Newman/Haas/Lanigan Racing | Dallara | Honda | F    |

- (R) - Rookie

## Resultados

### Treino classificatório
| Treino classificatório - 4 de abril | Treino classificatório - 4 de abril | Treino classificatório - 4 de abril | Treino classificatório - 4 de abril | Treino classificatório - 4 de abril | Treino classificatório - 4 de abril | Treino classificatório - 4 de abril | Treino classificatório - 4 de abril | Treino classificatório - 4 de abril |
| Pos.                                | Nº                                  | Piloto                              | Equipe                              | Q1                                  | Q1                                  | Q2                                  | Q3                                  |                                     |
| Pos.                                | Nº                                  | Piloto                              | Equipe                              | Grupo 1                             | Grupo 2                             | Q2                                  | Q3                                  |                                     |
| ----------------------------------- | ----------------------------------- | ----------------------------------- | ----------------------------------- | ----------------------------------- | ----------------------------------- | ----------------------------------- | ----------------------------------- | ----------------------------------- |
| 1                                   | 02                                  | Graham Rahal                        | Newman/Haas/Lanigan Racing          |                                     | 1:02.4487                           | 1:02.3173                           | 1:02.4110                           |                                     |
| 2                                   | 19                                  | Justin Wilson                       | Dale Coyne Racing                   | 1:02.3870                           |                                     | 1:02.4271                           | 1:02.4604                           |                                     |
| 3                                   | 11                                  | Tony Kanaan                         | Andretti-Green Racing               | 1:02.7315                           |                                     | 1:02.2991                           | 1:02.5307                           |                                     |
| 4                                   | 6                                   | Ryan Briscoe                        | Team Penske                         |                                     | 1:02.7129                           | 1:02.6701                           | 1:02.5699                           |                                     |
| 5                                   | 10                                  | Dario Franchitti                    | Chip Ganassi Racing                 | 1:02.5885                           |                                     | 1:02.2494                           | 1:02.6927                           |                                     |
| 6                                   | 3                                   | Will Power                          | Team Penske                         | 1:02.2881                           |                                     | 1:02.6428                           | 1:02.7368                           |                                     |
| 7                                   | 34                                  | Alex Tagliani                       | Conquest Racing                     | 1:02.3726                           |                                     | 1:02.6952                           |                                     |                                     |
| 8                                   | 9                                   | Scott Dixon                         | Chip Ganassi Racing                 |                                     | 1:02.6371                           | 1:02.9891                           |                                     |                                     |
| 9                                   | 2                                   | Raphael Matos (R)                   | Luczo-Dragon Racing                 | 1:02.7834                           |                                     | 1:03.1344                           |                                     |                                     |
| 10                                  | 23                                  | Darren Manning                      | Dreyer & Reinbold Racing            |                                     | 1:02.8975                           | 1:03.3038                           |                                     |                                     |
| 11                                  | 4                                   | Dan Wheldon                         | Panther Racing                      |                                     | 1:02.9923                           | 1:03.4733                           |                                     |                                     |
| 12                                  | 24                                  | Mike Conway (R)                     | Dreyer & Reinbold Racing            |                                     | 1:02.6939                           | sem tempo                           |                                     |                                     |
| 13                                  | 06                                  | Robert Doornbos (R)                 | Newman/Haas/Lanigan Racing          | 1:02.7934                           |                                     |                                     |                                     |                                     |
| 14                                  | 21                                  | Ryan Hunter-Reay                    | Vision Racing                       |                                     | 1:03.0223                           |                                     |                                     |                                     |
| 15                                  | 7                                   | Danica Patrick                      | Andretti-Green Racing               | 1:02.8268                           |                                     |                                     |                                     |                                     |
| 16                                  | 13                                  | E. J. Viso                          | HVM Racing                          |                                     | 1:03.0601                           |                                     |                                     |                                     |
| 17                                  | 14                                  | Vitor Meira                         | A. J. Foyt Enterprises              | 1:02.9132                           |                                     |                                     |                                     |                                     |
| 18                                  | 26                                  | Marco Andretti                      | Andretti-Green Racing               |                                     | 1:03.3652                           |                                     |                                     |                                     |
| 19                                  | 27                                  | Hideki Mutoh                        | Andretti-Green Racing               | 1:03.3300                           |                                     |                                     |                                     |                                     |
| 20                                  | 5                                   | Mario Moraes                        | KV Racing Technology                |                                     | 1:03.4520                           |                                     |                                     |                                     |
| 21                                  | 98                                  | Stanton Barrett (R)                 | Team 3G                             | 1:06.5934                           |                                     |                                     |                                     |                                     |
| 22                                  | 20                                  | Ed Carpenter                        | Vision Racing                       |                                     | 1:04.2416                           |                                     |                                     |                                     |
| Relatório                           |                                     |                                     |                                     |                                     |                                     |                                     |                                     |                                     |

- (R) - Rookie

### Corrida
| Corrida - 5 de abril | Corrida - 5 de abril | Corrida - 5 de abril | Corrida - 5 de abril       | Corrida - 5 de abril | Corrida - 5 de abril | Corrida - 5 de abril | Corrida - 5 de abril | Corrida - 5 de abril |
| Pos                  | Nº                   | Piloto               | Equipe                     | Voltas               | Tempo                | Largada              | Voltas na Liderança  | Pontos               |
| -------------------- | -------------------- | -------------------- | -------------------------- | -------------------- | -------------------- | -------------------- | -------------------- | -------------------- |
| 1                    | 6                    | Ryan Briscoe         | Team Penske                | 100                  | 2:12:26.8387         | 4                    | 46                   | 50                   |
| 2                    | 21                   | Ryan Hunter-Reay     | Vision Racing              | 100                  | +0.4619              | 14                   | 0                    | 40                   |
| 3                    | 19                   | Justin Wilson        | Dale Coyne Racing          | 100                  | +0.9490              | 2                    | 52                   | 37                   |
| 4                    | 10                   | Dario Franchitti     | Chip Ganassi Racing        | 100                  | +1.5230              | 5                    | 0                    | 32                   |
| 5                    | 11                   | Tony Kanaan          | Andretti-Green Racing      | 100                  | +2.3214              | 3                    | 0                    | 30                   |
| 6                    | 3                    | Will Power           | Team Penske                | 100                  | +3.4622              | 6                    | 0                    | 28                   |
| 7                    | 02                   | Graham Rahal         | Newman/Haas/Lanigan Racing | 100                  | +4.0672              | 1                    | 0                    | 27                   |
| 8                    | 23                   | Darren Manning       | Dreyer & Reinbold Racing   | 100                  | +4.7283              | 10                   | 0                    | 24                   |
| 9                    | 14                   | Vitor Meira          | A. J. Foyt Enterprises     | 100                  | +5.9559              | 17                   | 0                    | 22                   |
| 10                   | 34                   | Alex Tagliani        | Conquest Racing            | 99                   | +1 volta             | 7                    | 0                    | 20                   |
| 11                   | 06                   | Robert Doornbos (R)  | Newman/Haas/Lanigan Racing | 96                   | +4 voltas            | 13                   | 0                    | 19                   |
| 12                   | 98                   | Stanton Barrett (R)  | Team 3G                    | 96                   | +4 voltas            | 21                   | 0                    | 18                   |
| 13                   | 26                   | Marco Andretti       | Andretti-Green Racing      | 94                   | Contato              | 18                   | 2                    | 17                   |
| 14                   | 4                    | Dan Wheldon          | Panther Racing             | 86                   | Contato              | 11                   | 0                    | 16                   |
| 15                   | 27                   | Hideki Mutoh         | Andretti-Green Racing      | 86                   | Contato              | 19                   | 0                    | 15                   |
| 16                   | 9                    | Scott Dixon          | Chip Ganassi Racing        | 80                   | Contato              | 8                    | 0                    | 14                   |
| 17                   | 13                   | E. J. Viso           | HVM Racing                 | 75                   | Mecânico             | 16                   | 0                    | 13                   |
| 18                   | 20                   | Ed Carpenter         | Vision Racing              | 71                   | Contato              | 22                   | 0                    | 12                   |
| 19                   | 7                    | Danica Patrick       | Andretti-Green Racing      | 31                   | Contato              | 15                   | 0                    | 12                   |
| 20                   | 2                    | Raphael Matos (R)    | Luczo-Dragon Racing        | 31                   | Contato              | 9                    | 0                    | 12                   |
| 21                   | 5                    | Mario Moraes         | KV Racing Technology       | 31                   | Contato              | 20                   | 0                    | 12                   |
| 22                   | 24                   | Mike Conway (R)      | Dreyer & Reinbold Racing   | 1                    | Contato              | 12                   | 0                    | 12                   |
| Relatório            |                      |                      |                            |                      |                      |                      |                      |                      |

- (R) - Rookie